# Adam Krafft

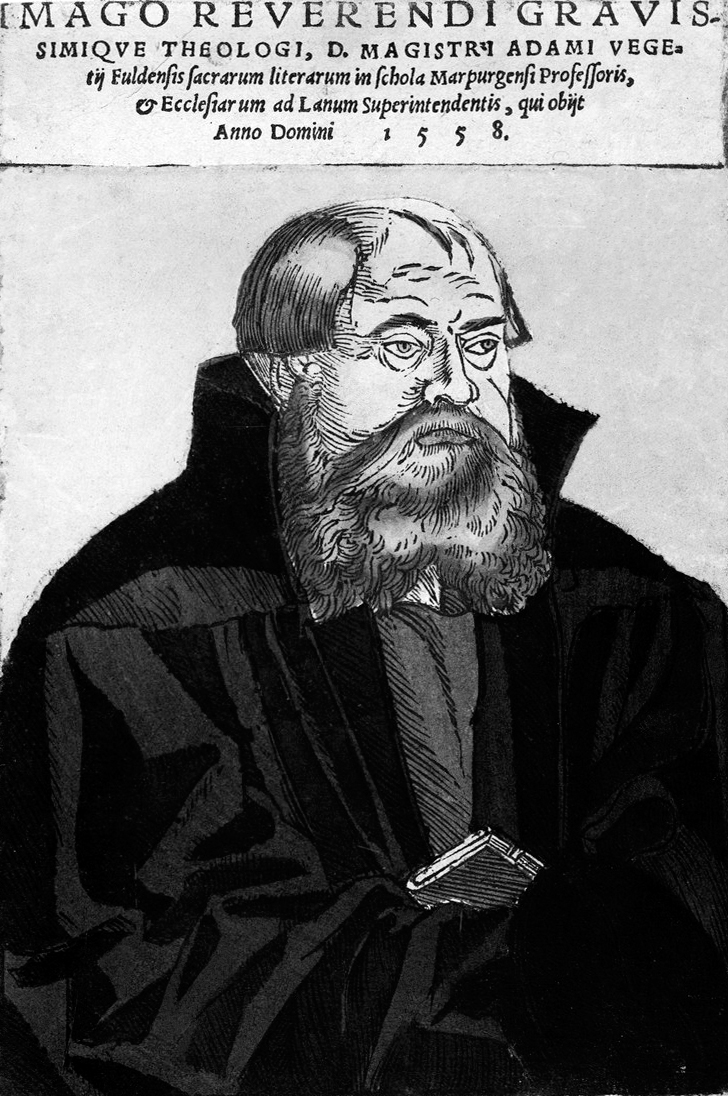
Adam Krafft 1558

Adam Krafft (* 1493 in Fulda; † 9. September 1558 in Marburg) war ein evangelischer Kirchenreformator der Landgrafschaft Hessen.

## Leben

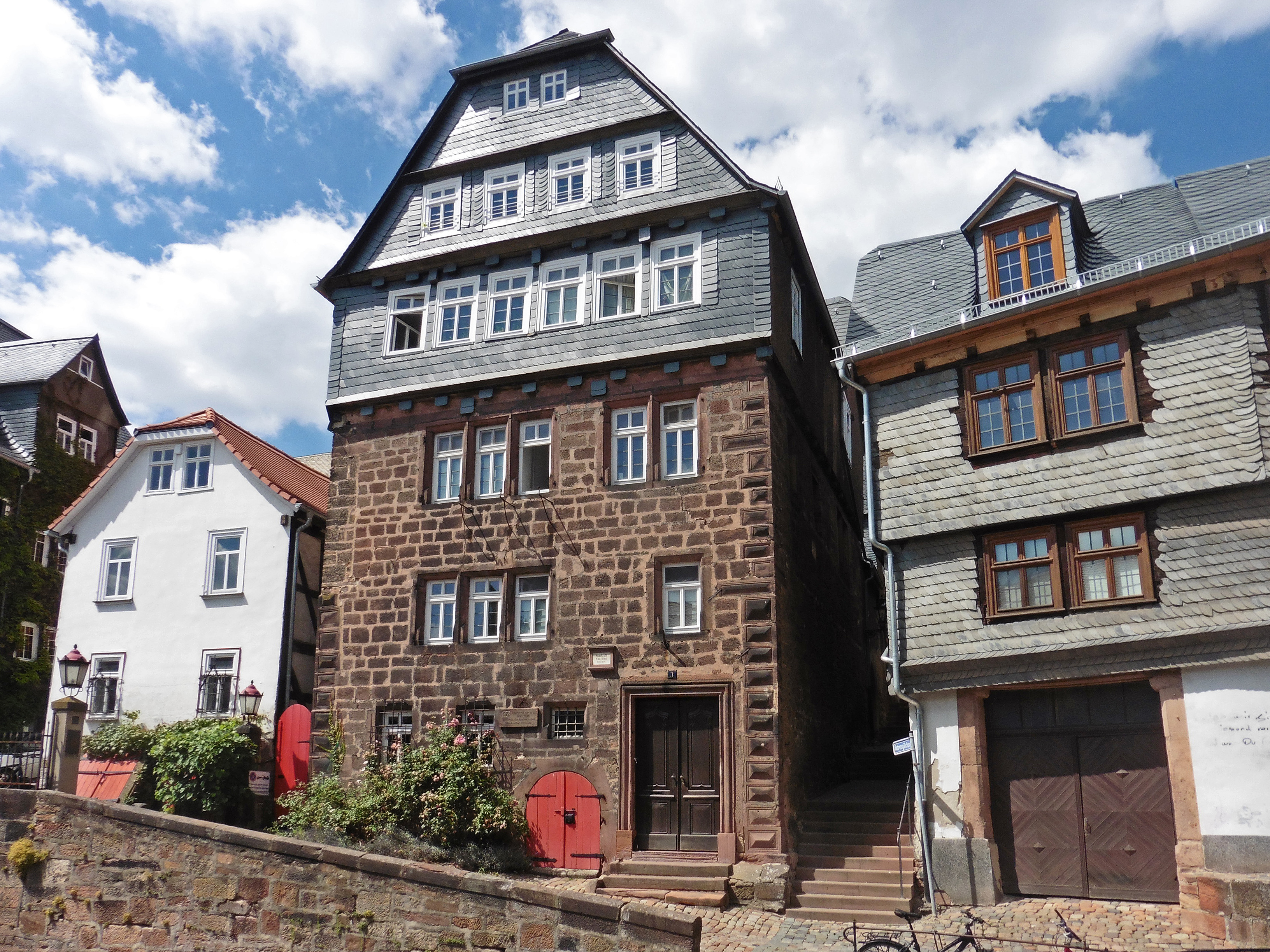
Wohnhaus von Adam Krafft in Marburg, Barfüßerstraße 3.

Adam Krafft wurde als Sohn des zeitweiligen Fuldaer Bürgermeisters Hans Krafft geboren. Er war Schüler der Klosterschule in Fulda bei Crotus Rubeanus und der Lateinschule in Neuburg an der Donau und ab 1512 Student an der Universität Erfurt. Dort verschrieb er sich dem Humanismus. Er war auf einen Kreis junger Humanisten getroffen, die sich um Mutianus Rufus scharte. Mit Joachim Camerarius dem Älteren befreundete er sich. Er selbst nannte sich nun Adamus Crato Fuldensis.
Auf der Leipziger Disputation lernte er Martin Luther und Philipp Melanchthon kennen, was ihn entscheidend prägte. Daraufhin wirkte er als Prediger in Fulda und ging 1524 nach Hersfeld. Am 15. August 1525 wurde er von Landgraf Philipp zum landgräflichen Prediger und Visitator ernannt.
Adam Krafft nahm sowohl am Reichstag zu Speyer als auch an der Homberger Synode teil. Er führte den evangelischen Gottesdienst in der Marburger Pfarrkirche ein und war Professor an der von Landgraf Philipp neu gegründeten Universität Marburg. Er war zusammen mit Heinz von Lüder beteiligt an der Reformation der Klöster, der Einrichtung des Gotteskastens, der Gestaltung der hessischen Gottesdienstordnung und der Abfassung des Marburger Gesangbuchs. Neben Martin Bucer gilt er als Reformator der Landgrafschaft Hessen.
Von 1526 bis zu ihrem Tod 1544 war er mit Agnes Ibach verheiratet, ab 1548 mit der verwitweten Afra Weißmann. Aus beiden Verbindungen gingen insgesamt zehn Kinder hervor. Nach seinem Tod und der Trauerfeier am 11. September 1558 wurde er in der Pfarrkirche St. Marien zu Marburg („vor dem alten Predigtstuhl“) beigesetzt, wo seine Grabstelle heute nicht mehr lokalisiert werden kann.

## Ehrung
In Erinnerung an diesen Sohn Fuldas wurde das Gebäude des früheren Evangelischen Mädchen-Lyzeums am Heinrich-von-Bibra-Platz 14 in Fulda – heute Sitz von Einrichtungen des Evangelischen Kirchenkreises Fulda – im Jahr 1983 „Adam-Krafft-Haus“ benannt und eine Gedenktafel angebracht.
In Marburg hat die Gemeinde der Auferstehungskirche der Selbständigen Evangelisch-Lutherischen Kirche ihr 2008 erworbenes Gemeindehaus am Barfüßertor 4 „Adam-Krafft-Haus“ genannt.